# 威末酒

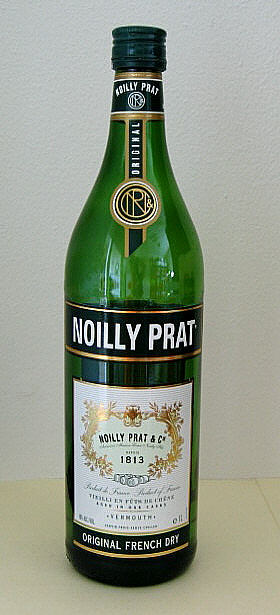
一瓶Noilly Prat干威末酒

威末酒，也称苦艾酒、威末酒（香港）或香艾酒（台湾），是一种使用各种干料调制的加强葡萄酒。最初于18世纪末和19世纪初在意大利和法国出现。一开始，威末酒作为药用祭酒，直到19世纪后期，它成为了许多经典鸡尾酒的重要成分，比如马丁尼（martini）。
威末酒以葡萄酒为基酒。不同的生产商会在基酒中添加额外的酒精和其他干料混合物，包括香草、植物根茎、树皮，然后装瓶出售。生产的威末酒可分为两个大类，干型的和甜型的。威末酒演化为许多颜色，不过主要还是白色和红色的。除了作为饮料或鸡尾酒配方，有时也会使用威末酒作为烹饪中白酒的替代品。世界各地的大部分威末酒由法国和意大利的公司生产。

## 历史
“威末酒”源自法語“Vermouth”，再源自德语单词“Wermut”，意為苦艾。历史上德国就有將苦艾摻入飲料的習俗，含苦艾的加烈葡萄酒至16世纪前后已遍布德国各地。大約此时一个名叫達莱西奥（D'Alessio）的意大利商人开始在皮埃蒙特（Piedmont）生产一种类似的产品，称之为“苦艾酒”（wormwood wine），苦艾之外亦另混入了其他藥草。競爭品牌此後開始於法國東部及東南部浮現，並各自發展出自己的配方。到17世纪中叶，这种饮料已在英国以威末酒（Vermouth）之名名声大噪，而这一名称也一直沿用至今。
大约公元前400年，在古希腊已经出现了使用草药及根茎的加烈葡萄酒。加入额外的成分，将葡萄酒做成药酒，同时也可以掩盖长时间后葡萄酒变质后产生的气味和口味上的变化。这其中一种主流的成分就是苦艾，因为人民认为它可以有效的治疗胃功能紊乱和肠道寄生虫疾病。
随着时间的推移，两个不同版本威末酒确立了主流地位：一种白色，干型，味道发苦；另一种红色，带甜味。商人安东尼奥·贝尼迪托·卡帕诺（Antonio Benedetto Carpano）于1786年首先将第一款甜威末酒引入意大利都灵（Turin）。据说，这种饮料在都灵的宫廷中迅速流行。大约在1800年到1813年，Joseph Noilly在法国生产出第一款干型白威末酒。然而，随着时间的推移并不是所有白威末酒都是干型的，也不是所有的红威末酒都是甜的。
19世纪末，威末酒作为药酒的需求减弱了，但随着鸡尾酒发明，一个新的用途出现了。人们发现，威末酒是许多鸡尾酒的理想成分，包括馬丁尼（在19世纪60年代）和曼哈顿（约1874年初）。此外，1869年首次出现了威末酒鸡尾酒，配方是冷藏的威末酒，几片柠檬皮，偶尔加点少量苦精或黑樱桃。1880年至1890年，浓郁威末酒鸡尾酒，经常使用两份威末酒，一份金酒或威士忌，持续流行。尽管如今鸡尾酒配方中使用的量有所下降，但威末酒仍在调制许多流行的鸡尾酒时使用，出于这个原因，从20世纪到21世纪，对这种饮料的需求一直保持相当稳定。

## 生产

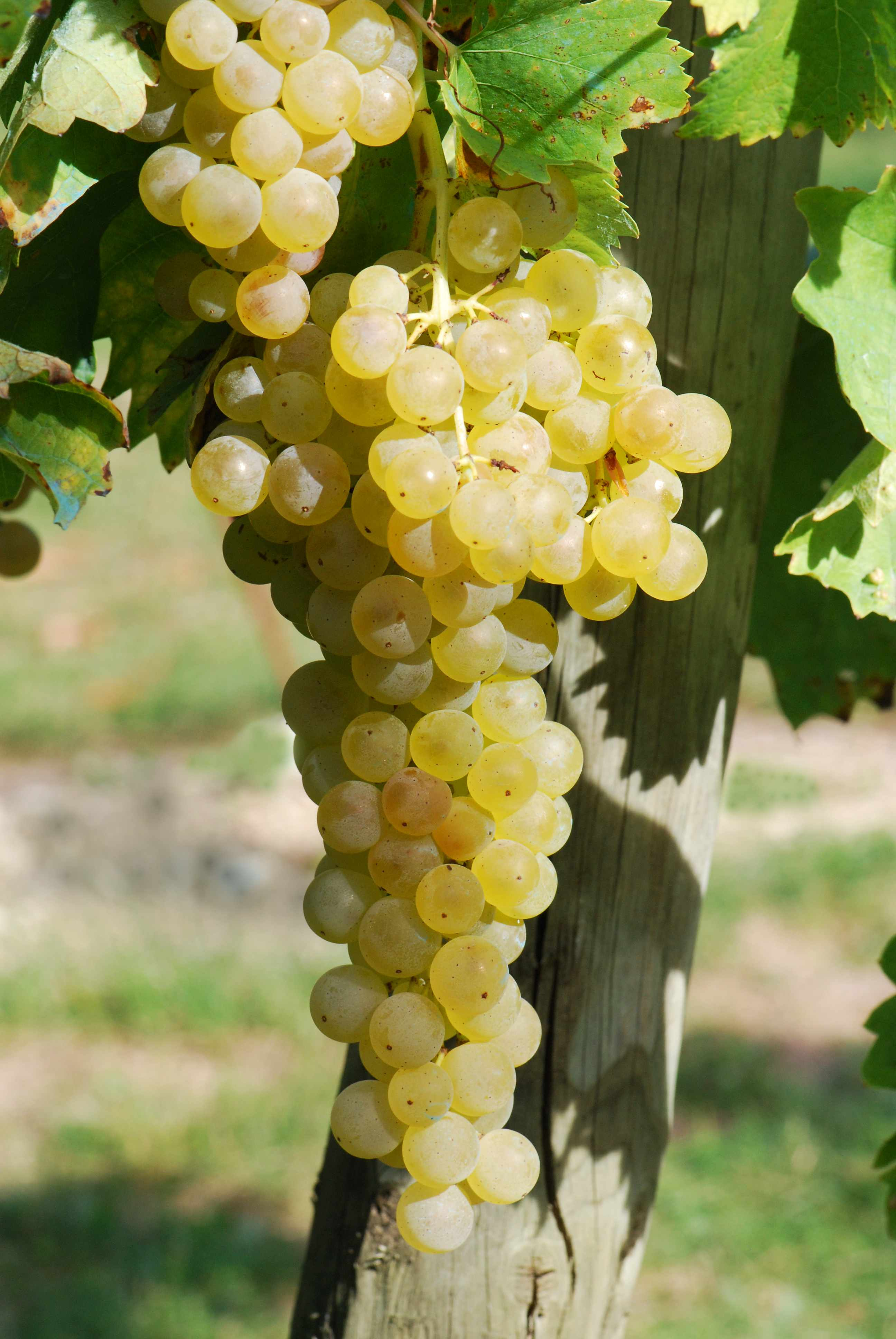
扎比安奴白葡萄

几个酿酒葡萄品种，包括克莱雷特白葡萄（Clairette Blanche）、匹格普勒白葡萄（Piquepoul Blanc），卡达拉多白葡萄（Catarratto）和扎比安奴白葡萄（Trebbiano），通常被用来作为为威末酒的基础原料。厂家使用这些葡萄生产出低度数的白葡萄酒，稍微陈酿一小段时间，然后添加其他成分。若制作甜威末酒，在加入额外的酒精强化之前，首先加入糖浆。添加的酒精通常是葡萄酿的烈酒，但也可能使用蔬菜酿的烈酒，如甜菜。接着，加入干料后，将酒放置在大型桶或罐子中。将混合物充分搅拌和直到干料被吸收，此时酒液就可以装瓶了。制作红威末酒会加入焦糖色。大多数威末酒精含量（ABV）都在17％，相比之下，未加强的葡萄酒的酒精含量为9-14％。
威末酒中经常使用的干料包括丁香、肉桂、奎宁、柑橘皮、豆蔻、马郁兰、洋甘菊、香菜、杜松子、牛膝草、生姜。20世纪初一些国家禁止在饮料中使用苦艾，也导致威末酒中大幅减少其使用，但有时仍然使用少量的药草。威末酒品牌配方多种多样，大多数厂家推销自己独特风味和版本的威末酒。威末酒制造商对他们的配方严格保密。
甜威末酒通常含有10-15％的糖。干威末酒的糖含量一般不超过4％。干威末酒通常比甜威末酒更加澄清
除了白威末酒和红威末酒，还有金黄色和桃红色版本的威末酒，但这些在国际上都不是很流行。在法国尚贝里地区（Chambéry）制作了草莓风味的威末酒，称作Chambéryzette，也因此赢得了一个原产地认证 。麗葉（Lillet）和杜本内（Dubonnet）也有类似威末酒的加烈葡萄酒，但通常被认为是单独的产品。
“意大利威末酒”（Italian vermouth）通常特指红色，轻度苦，微甜味的美思酒。这些威末酒也被称为（意思为“红”）。“法国威末酒”一般是指白色，干型威末酒，比甜威末酒更苦。其额外的苦味往往来自饮料配方中使用的肉豆蔻或苦橘皮。甜的白威末酒则被称作（意思为“白”）。
斯图尔特·沃尔顿（Stuart Walton）和布赖恩·格洛弗（Brian Glover）曾这样评价，“酿造威末酒像采摘葡萄一样容易。” 他们补充道，威末酒无需特意去品鉴它，因为它是“日常生活中的日常产品。”

## 用途

### 饮用

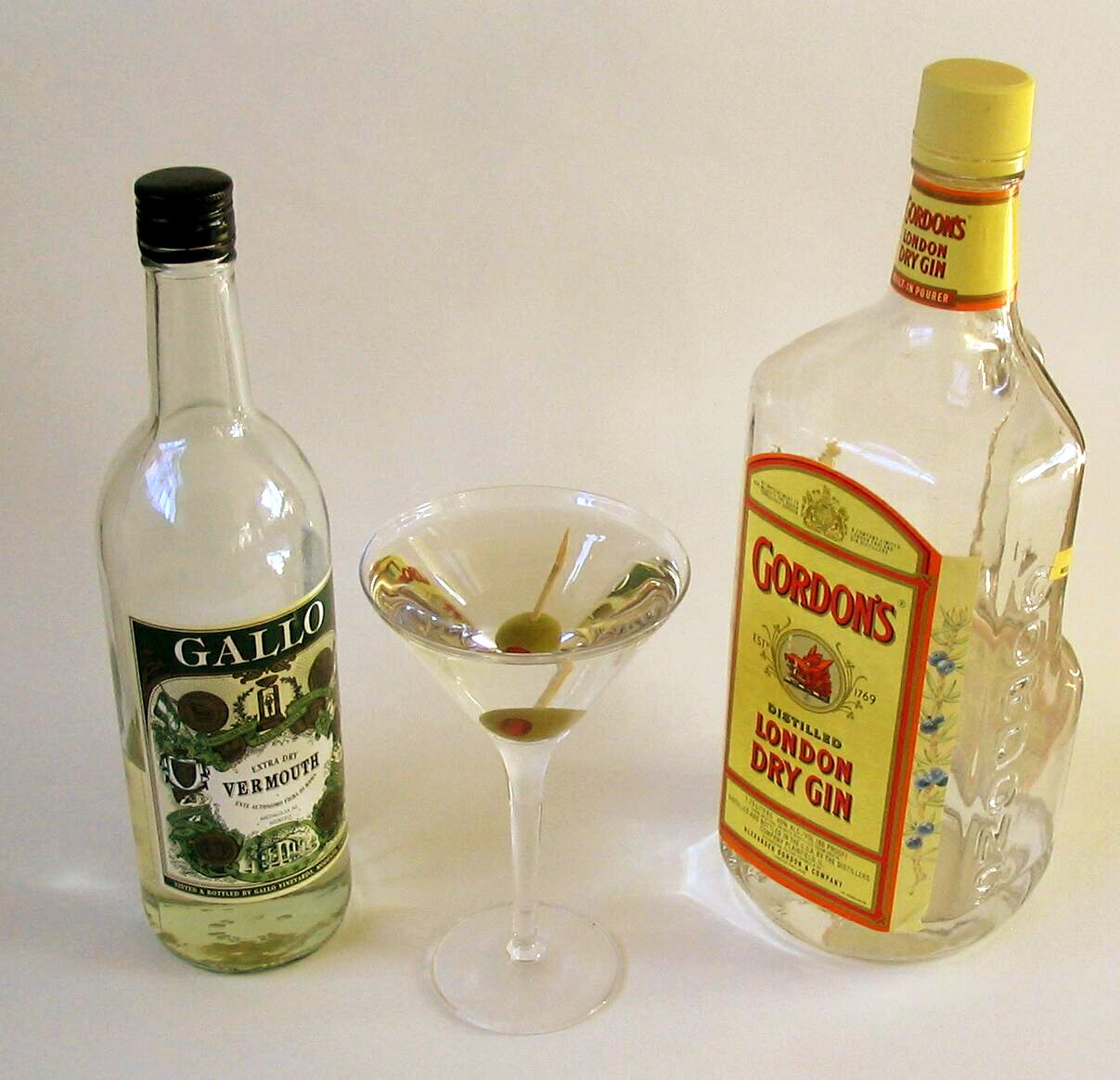
使用干威末酒，哥顿金酒调制的一杯马丁尼鸡尾酒，配上橄榄。

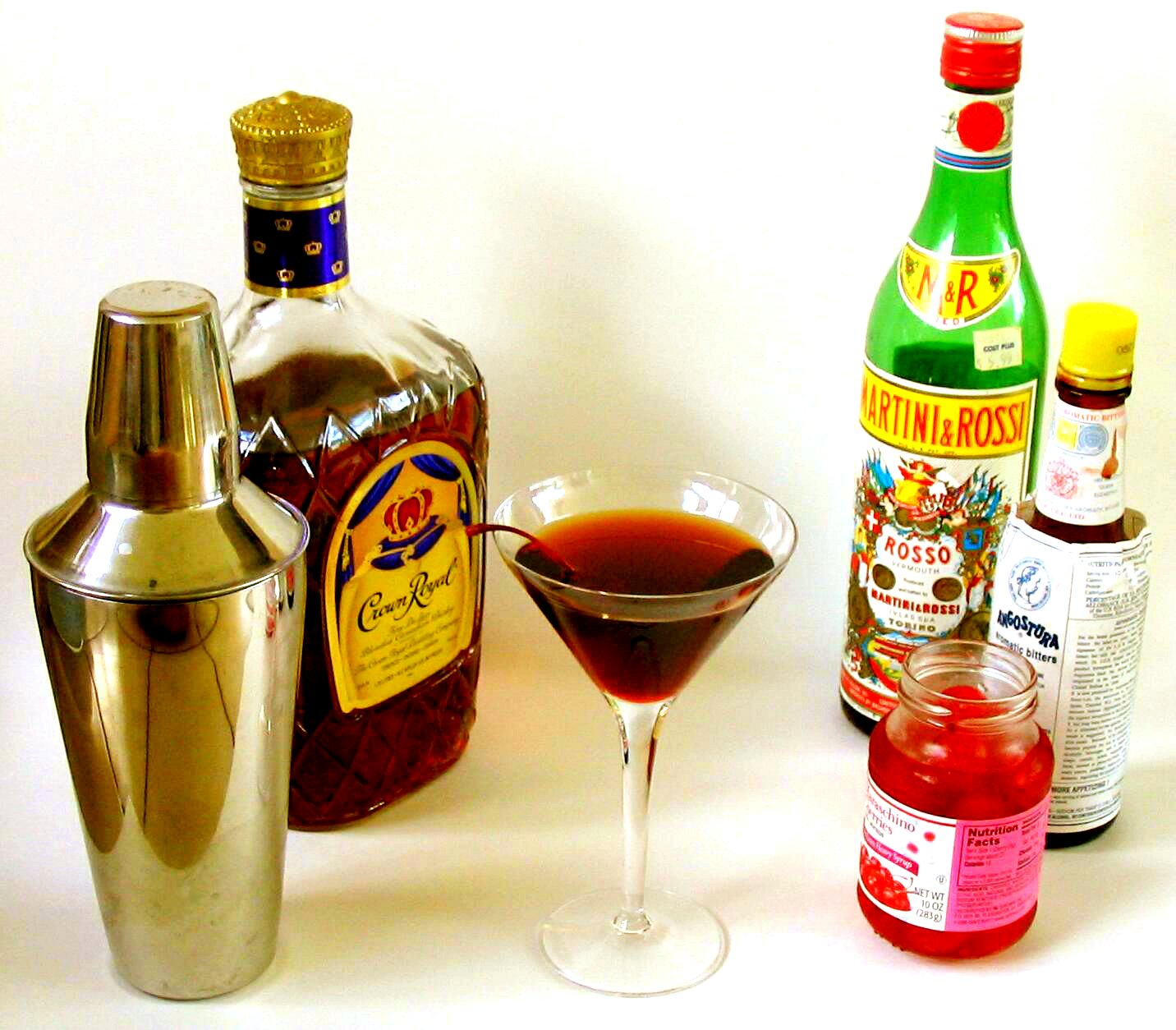
使用红威末酒，皇冠威士忌，安哥斯图娜苦精调制的一杯曼哈顿鸡尾酒，配上樱桃。

许多鸡尾酒都使用威末酒调制，作为餐前酒（Apéritif），威末酒可以单独饮用，偶尔也作餐后酒（Digestif）来帮助消化。威末酒用作许多不同鸡尾酒的配方，因为人们发现，当使用烈酒作为鸡尾酒的基酒时，威末酒可以理想的降低鸡尾酒的酒精含量，并产生一种令人愉悦的草药味道和香气，从而强化基酒的风味。如前所述，威末酒是馬丁尼（最受欢迎和最知名的鸡尾酒之一）的一种配料。起初，馬丁尼使用甜威末酒。然而，在1904年左右，开始使用法国乾香艾酒调制这种鸡尾酒。 “乾馬丁尼”（dry martini）一词的源自使用的乾香艾酒，而非表示使用较少的甜香艾酒，这一名词沿用至今。
莎倫·泰勒·赫伯斯特的书，《终极A到Z酒吧指南》（The Ultimate A-To-Z Bar Guide），列出了112种使用干威末酒调制的鸡尾酒和82中使用甜威末酒调制的鸡尾酒。包括美國佬、布朗克斯、吉普森、曼哈頓、尼格羅尼、羅伯洛伊和玫瑰都使用了干威末酒或甜威末酒，或两者都用。如果鸡尾酒配方中使用了等份的干威末酒和甜威末酒，那就可以在其名称上冠以“完美”一词，比如完美曼哈顿（Perfect Manhattan）。
自20世纪中期以来，在美国和大不列颠的威末酒的流行程度已有所降，但在这些国家的许多经典鸡尾酒，如曼哈顿中，仍在使用，尽管用量较小。在欧洲其他地区，如意大利和法国，威末酒相对更受欢迎，经常被作为开胃酒饮用。

### 烹饪
威末酒可作为食品配方中白葡萄酒的替代。据说，干威末酒中的药材成分，会使烹饪鱼类菜肴时用的酱汁，或烹饪其他肉类，包括猪肉和鸡肉时用的腌料味道更加诱人。

## 存储
因为威末酒是强化葡萄酒，开瓶后不会像白葡萄酒一样马上变酸。然而开瓶后的威末酒，过一段时间后仍然会逐渐变质。美食家们推荐威末酒开瓶后一至三个月内尽快用完，并且应冷藏保存，减缓氧化。

## 主要品牌
Carpano家族一直以来都是威末酒的生产者。他们的Punt e Mes是一种深红色苦艾酒，带着甜味和苦味。该公司还生产的Antica Formula品牌，一种苦的，口味更全面的威末酒。
Cinzano家庭在1816年开始在都灵生产威末酒。他们的Bianco是一种甜的，白威末酒。Cinzano的其他产品包括甜的红色和白色的特干型威末酒。
总部设在都灵的MARTINI＆ROSSI是国际最畅销的威末酒品牌，于1863年开始，他们同时生产的干威末酒和甜威末酒，但最出名的还是他们的Rosso。Cinzano和MARTINI＆ROSSI也出产桃红威末酒，主要在意大利和法国销售。
其他意大利生产商有Riccadonna、Boissiere、Gallo與Gancia。
总部设在法国南部的Noilly Prat，主要以他们的干白威末酒出名，但也生产了甜威末酒。公司在1813年由Joseph Noilly创立。 1855年，Joseph的儿子，Louis，和他的妹夫，Claudius Prat，在埃罗省（Hérault）马瑟伊兰（Marseillan）生产Noilly Prat干威末酒。另一位法国制造商Dolin，则以他的清淡威末酒而闻名。
成立于1999年的VYA，是一家位于美国加利福尼亚州马德拉县的威末酒制造商。 VYA的威末酒是由使用橙麝香葡萄，混合波特酒和干料做出的口感丰富而辛辣的威末酒。另外两个加州威末酒生产者包括萨顿酒窖（Sutton Cellars）和爱德尔国王（King Eider）。
成立于2010年的Imbue，是美国俄勒冈州波特兰市的威末酒制造商。Imbue的配方基于灰皮诺葡萄（Pinot gris）和水果白兰地（Eau de vie）。

## 相关页面
- 馬丁尼
- 波特酒
- 雪利酒